# Wolseley Italiana

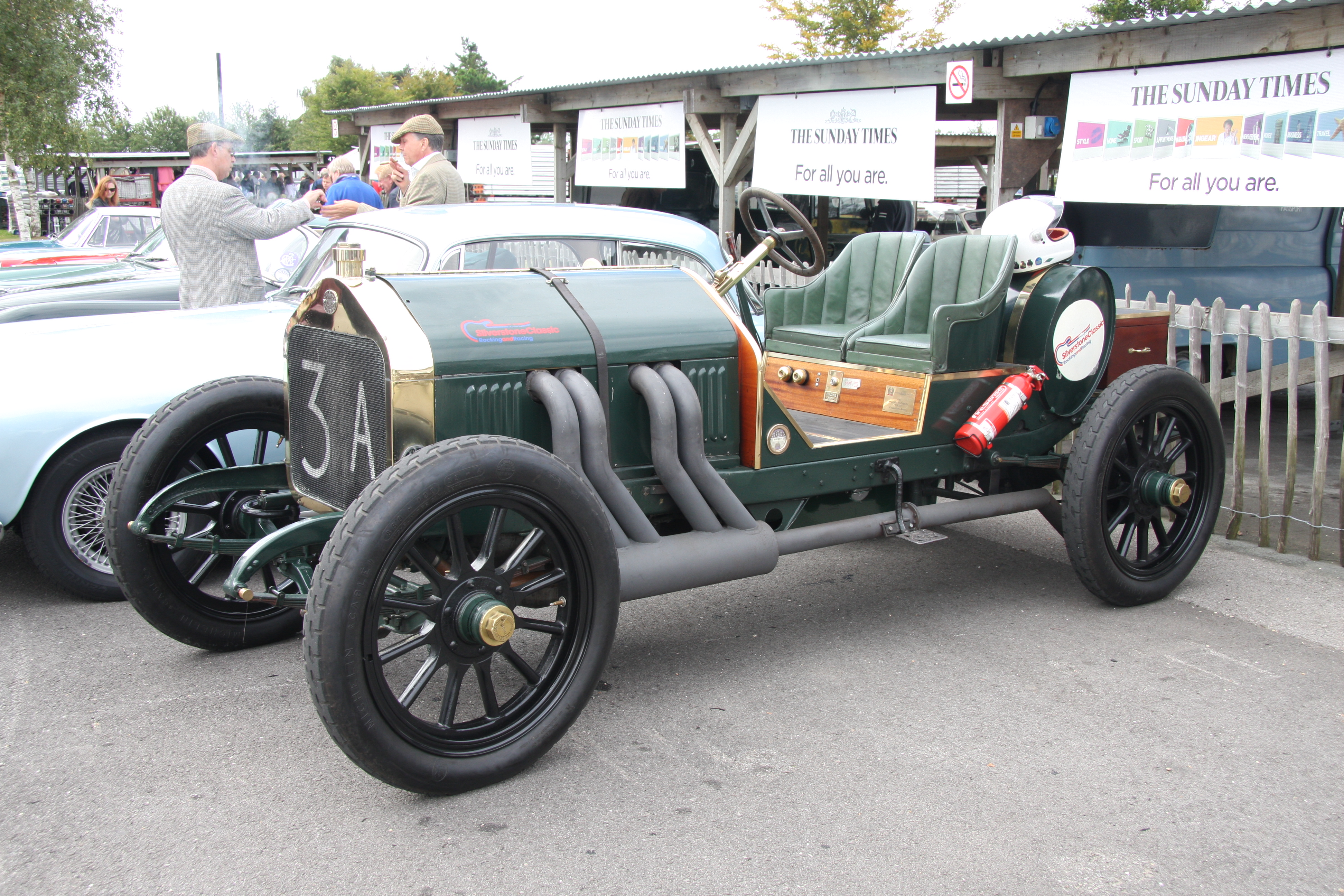
Rennwagen von 1907

Die Società Anonima Wolseley Italiana, kurz Wolsit, war ein italienischer Hersteller von Automobilen. Es werden auch Officine Legnanesi Automobili Wolsit und Officine Automobili Legnanesi Wolsit  genannt.

## Unternehmensgeschichte
Das Unternehmen wurde im Januar 1907 in Legnano gegründet. Beteiligt war die Banca di Legnano mit 2 Millionen Lire und die Brüder Macchi aus Varese. Ziel war die Produktion von Automobilen nach Lizenz der Wolseley Motor Company. Der Markenname lautete Wolsit. Das Unternehmen stellte sowohl vom 19. Mai bis zum 9. Juni 1907 auf der Automobilausstellung von Mailand als auch vom 18. Januar bis zum 2. Februar 1908 auf der Automobilausstellung in Turin Fahrzeuge aus. Aufgrund der damaligen Wirtschaftskrise entstanden nur wenige Fahrzeuge. Eine Quelle meint, es waren etwa 25 Fahrzeuge. 1909 wurde das Unternehmen liquidiert. Ein Nachfolgeunternehmen fertigte anschließend Fahrräder.

## Fahrzeuge
Zwei Quellen geben an, dass komplette Fahrzeuge hergestellt wurden. Eine dritte Quelle meint, dass Fahrgestelle aus England importiert wurden, die als Basis dienten, eigene Karosserien erhielten und auf diese Weise vervollständigt wurden. Insgesamt sind fünf Modelle von Personenkraftwagen überliefert.
Das kleinste Modell war der 10/12 HP. Er hatte einen Zweizylindermotor mit 1775 cm³ Hubraum. Diese Art der Modellangabe deutet auf 10 Steuer-PS und 12 PS Motorleistung hin.
Daneben gab es zwei Modelle mit Vierzylindermotoren. Der 16/24 HP hatte 3550 cm³ Hubraum und der 30/40 HP 5555 cm³ Hubraum.
Das größte Modell war der 45/60 HP. Sein Sechszylindermotor hatte 8190 cm³ Hubraum.
Als letztes Modell erschien der 14/20 HP auf dem Markt. Er hatte einen Vierzylindermotor und 2587 cm³ Hubraum.
Das Fahrzeug mit der Nummer 2699 war für Margarethe von Italien vorgesehen.
In Mailand wurde auch das Fahrgestell eines Omnibusses ausgestellt.

## Motorsport
Drei Fahrzeuge nahmen am 1. September 1907 an der Coppa Florio in Brescia teil. Als Fahrer sind Wild, George und Jo Durlacher überliefert. Wild erreichte das Ziel auf Rang 13.